# Miesje Mooi
Miesje Mooi is een kleine, roze handpop uit het kinderprogramma Sesamstraat. Haar originele, Engelstalige naam is Betty Lou.
Zij is een zevenjarig – maar toch volwassen – meisje, dat gekleed gaat in een jurkje. In haar lange blonde haar draagt ze meestal een strik of een haarband. In veel sketches begeleidt Miesje Mooi een toneelvoorstelling met zang en pianospel. Daarnaast probeert ze de acteurs zoals Bert, Ernie, Harry, Grover en Koekiemonster in toom te houden.
Fran Brill is de degene die het personage van haar originele stem voorziet en het poppenspel verzorgt. De Nederlandse stem werd vanaf de beginjaren van Sesamstraat ingesproken door Hellen Huisman, tegenwoordig verzorgt Marlies Somers de nasynchronisatie.